# Pentasteira albifrons
Pentasteira albifrons – gatunek pluskwiaka z rodziny szydlakowatych i podrodziny Asiracinae. Jedyny opisany z rodzaju Pentasteira.
Gatunek P. albifrons i rodzaj opisane zostały w 2011 roku przez Lawrence'a E. Barringera i Charlesa R. Bartletta. Wszystkie okazy serii typowej gatunku typowego pozyskano w Ekwadorze, większość poprzez odymianie koron drzew. Oprócz nich do rodzaju Pentasteira włączona dwie samice z Gujany Francuskiej i Boliwii, które należą do innego, nieopisanego jeszcze gatunku.
Pluskwiak o ciele długości od 3,4 do 4 mm, na powierzchni urzeźbionym drobnymi dołkami i listewkami oraz porośniętym delikatnymi szczecinkami. Ubarwiony jest ciemnobrązowo z szeroką, poprzeczną przepaską barwy białej, ciągnącą się od połowy czoła przez policzki i przedplecze po części mezopleurów pod tegulami. Głowa jest nieco szersza od przedplecza, zaopatrzona w silne, kilowate, poprzeczne, łukowato wygięte żeberko na ciemieniu, sięgające za oczy. Fastigium jest silnie żeberkowane, natomiast żeberko środkowe ciemienia jest śladowe. Czułki są dość płaskie, a ich trzonek nienakryty przez czoło. Przedplecze o śladowym żeberku środkowym i silnie rozbieżnych bocznych. Śródplecze z pięcioma żeberkami, przy czym wewnętrzno-środkowe z nich są równomiernie zakrzywione.
Przednie skrzydła (tegminy) są ciemne z białawymi żyłkami w części dosiebnej; żyłki na całej powierzchni są oszczecinione.
Gatunek znany tylko z Ekwadoru, z prowincji Orellana i Napo.